# 小行星1997
小行星1997（1997 Leverrier）是一顆位於小行星帶的小行星。1963年被印第安納大學發現。
該小行星以幾乎同時和英國天文學家約翰·柯西·亞當斯預測出海王星位置的法國數學家于尔班·勒威耶命名。
- 小行星1997 at the JPL Small-Body Database 
  - Close approach · Discovery · Ephemeris · Orbit diagram · Orbital elements · Physical parameters

| 前一小行星： 1996 Adams | 小行星列表 | 後一小行星： 1998 Titius |